# Parbattia aethiopicalis
Parbattia aethiopicalis là một loài bướm đêm trong họ Crambidae.